# 近景魔術

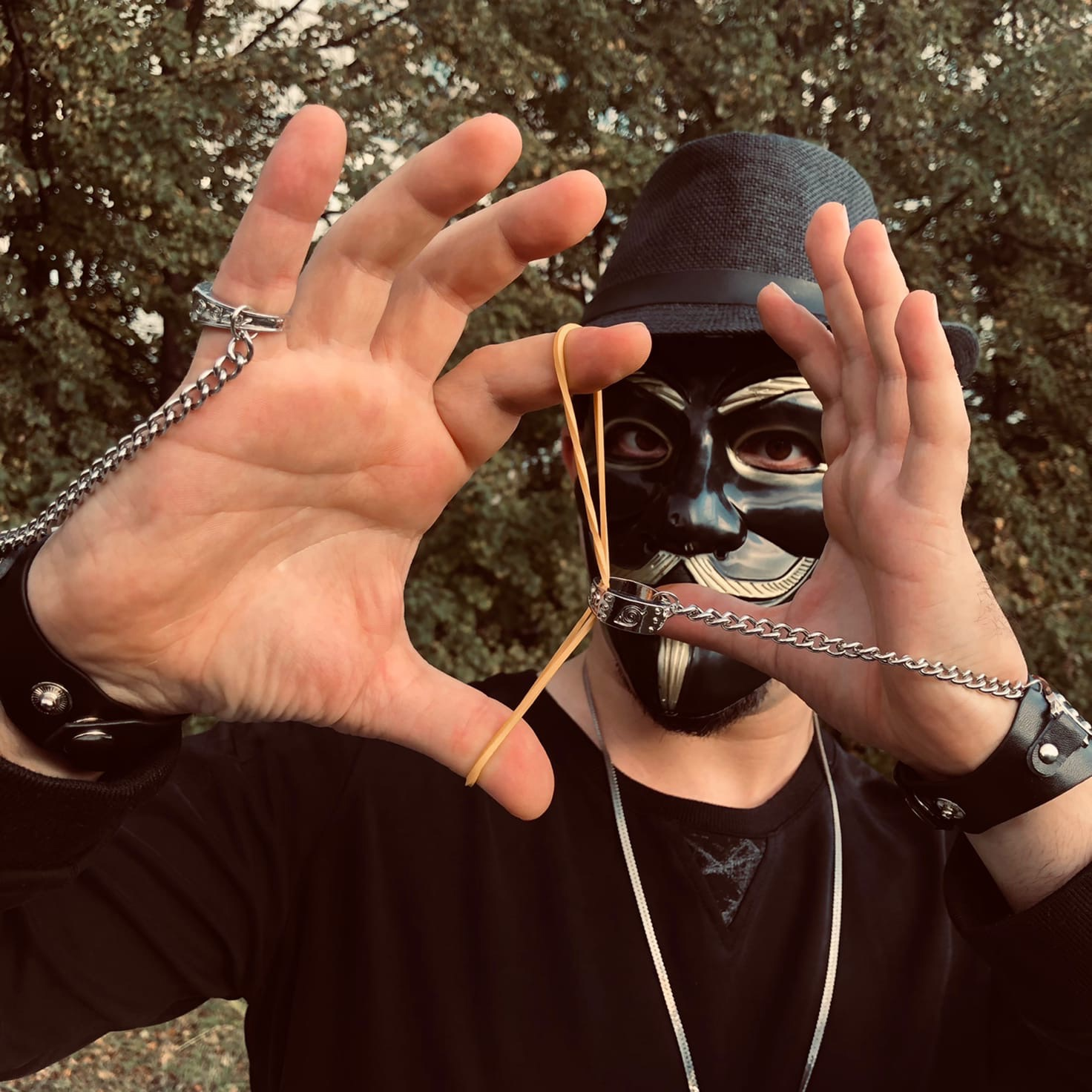
带有橡皮筋和链式金属环的近景魔术

近景魔術（英語：Micromagic），又稱近距離魔術（close-up magic），一種魔術表演形式，表演者在距離觀眾不超過三公尺（10英尺）的地方進行現場演出。通常表演者會坐在一個桌子前表演，因此又稱餐桌魔術（table magic）。